# 104 (число)
104 (Сто чоти́ри) — натуральне число між  103 та  105.

## У математиці
- 104 є  примітивним напівідеальним числом.

## В астрономії
- NGC 104 — кулясте скупчення в сузір'ї Тукан.
- M104 — галактика в сузір'ї Діва
- (104) Климена — астероїд з групи головного поясу.

## У науці
- Атомний номер Резерфордію

## У техніці
- Ту-104 — перший радянський і третій у світі реактивний пасажирський літак — після De Havilland Comet і Avro Jetliner.
- Peugeot 104 — автомобіль 1972—1988 років.
- МАЗ-104 — міський автобус.
- F-104 — американський винищувач.
- U-104 — німецькі підводні човни.
- Щ-104 — радянська дизель-електрична, торпедний підводний човен.
- PZL-104 Wilga — польський літак.
- DDG-104 — американський міноносець.
- PC/104 — шина розширення.

## В інших областях
- 104 рік, 104 до н. е.
- ASCII — код символу «h».
- 104 — число гармат на флагмані HMS Victory (1765).